# Партизан (Партизанский район)
В Приморье также есть посёлок Партизан при станции Баневурово в Уссурийском городском округе
Партиза́н — посёлок сельского типа в Партизанском районе Приморского края. Находится на межселенной территории.
Посёлок был основан в 1947 году. Название связано с партизанами времён гражданской войны: недалеко от посёлка находилась база партизан.

## География
Посёлок Партизан стоит в верховьях реки Муравейка (правый приток Арсеньевки).
Дорога к посёлку Партизан идёт на север от села Сергеевка через Молчановку и Романовский Ключ.
Расстояние до Романовского Ключа около 24 км, расстояние до Сергеевки около 49 км, расстояние до районного центра Владимиро-Александровское около 104 км.
На север от посёлка Партизан идёт дорога к селу Еловка Анучинского района, расстояние около 20 км.

## Население
| 2002 | 2010 | 2012 | 2013 | 2014 | 2015 | 2016 |
| ---- | ---- | ---- | ---- | ---- | ---- | ---- |
| 93   | ↘38  | ↘23  | ↘17  | ↘12  | ↘11  | ↘8   |
| 2017 | 2018 | 2019 | 2020 | 2021 |      |      |
| ↗10  | ↘5   | ↘1   | →1   | ↗74  |      |      |

## Экономика
Предприятия, занимающиеся заготовкой леса. Жители занимаются сельским хозяйством.